# Paul Fromme
Paul Fromme (* 17. August 1855 in Hameln; † 1929 in Hildesheim) war ein deutscher Verwaltungsbeamter.

## Leben
Paul Fromme studierte an der Universität Göttingen Rechtswissenschaften. 1875 wurde er Mitglied des Corps Brunsviga Göttingen.
Nach Abschluss des Studiums war Fromme von 1877 bis 1889 Gerichtsreferendar in Hameln, Goslar und Hannover. 1880 trat Fromme in den preußischen Staatsdienst ein, war Regierungsreferendar bei der Landdrostei Hannover und wurde 1883 Regierungsassessor bei der Regierung Bromberg. Von 1886 bis 1898 war er Landrat des Dillkreises. 1898 wurde Fromme Polizeidirektor und 1899 Polizeidirektor des Stadtkreises Aachen. Ein Jahr später, 1900, wurde er zum Oberpräsidialrat bei der Regierung Kassel ernannt.
Von 1904 bis 1919 war Fromme Regierungspräsident des Regierungsbezirks Hildesheim. Er wurde zum Wirklichen Geheimen Oberregierungsrat ernannt. Bis zu seinem Tod lebte er in Hildesheim.
Bei der Reichstagswahl 1890 kandidierte er für die DRP im Reichstagswahlkreis Regierungsbezirk Wiesbaden 5, konnte sich aber mit 42,1 % nicht gegen Gustav Kauffmann (DFP) durchsetzen.